# Polycarpa violacea
Polycarpa violacea är en sjöpungsart som först beskrevs av Joshua Alder 1863.  Polycarpa violacea ingår i släktet Polycarpa och familjen Styelidae. Inga underarter finns listade i Catalogue of Life.